# Rijnvoetbalkampioenschap 1916/17
In 1916/17 werd het negende Rijnvoetbalkampioenschap gespeeld, dat georganiseerd werd door de Zuid-Duitse voetbalbond. De competitie werd georganiseerd als Westkreisliga. 
Enkel van de competitie in Mannheim zijn uitslagen bewaard gebleven. Drie clubs speelden de eindronde en Pfalz Ludwigshafen werd kampioen en plaatste zich voor de Zuid-Duitse eindronde. Er werd in groepsfase met vier clubs gespeeld en de club werd laatste. 

## Westkreisliga

### Mannheim/Ludwigshafen

#### Groep I
| Plaats | Club                    | Wed. | W | G | V | Saldo | Ptn.  |
| ------ | ----------------------- | ---- | - | - | - | ----- | ----- |
| 1.     | Mannheimer FC Phönix 02 | 7    | 6 | 1 | 0 | 29:04 | 13:01 |
| 2.     | VfR Mannheim            | 8    | 6 | 0 | 2 | 20:09 | 12:04 |
| 3.     | FG Kickers Mannheim     | 5    | 1 | 1 | 3 | 05:10 | 03:07 |
| 4.     | SV Waldhof              | 6    | 1 | 1 | 4 | 11:21 | 03:09 |
| 5.     | FC Hertha Mannheim      | 6    | 0 | 1 | 5 | 07:28 | 01:11 |

|  | Finale Mannheim/Ludwigshafen |

#### Groep II
Er is niet bekend of er een competitie was, enkel dat FVgg Neckarau zich voor de finale plaatste. 

#### Finale
| Team #1                 | Tot.  | Team #2       | 1ste wed | 2de wed |
| ----------------------- | ----- | ------------- | -------- | ------- |
| Mannheimer FC Phönix 02 | 6 - 5 | FVgg Neckarau | 3 - 3    | 3 - 2   |

### Eindronde
De voorrondes van andere competities zijn niet meer bekend als die er al waren. 
| Plaats | Club                  | Wed. | W | G | V | Saldo | Ptn. |
| ------ | --------------------- | ---- | - | - | - | ----- | ---- |
| 1.     | FC Pfalz Ludwigshafen | 4    | 2 | 1 | 1 | 4:2   | 5:3  |
| 2.     | Mannheimer FC Phönix  | 4    | 2 | 0 | 2 | 6:3   | 4:4  |
| 3.     | FC Alemannia Worms    | 4    | 1 | 1 | 2 | 1:6   | 3:5  |

|  | Geplaatst voor Zuid-Duitse eindronde |